# Fotogramas de Plata
Les Fotogramas de Plata sont des récompenses espagnoles de cinéma, de télévision et de théâtre remises chaque année depuis 1951 par le magazine de cinéma espagnol Fotogramas. Les prix remis pour les films sont attribués par des critiques et ceux remis aux interprètes par le public. Les prix d'interprétation masculine et féminine n'étaient pas séparés jusqu'en 1983 pour le cinéma, 1991 pour la télévision et 1997 pour le théâtre.

## Catégories de récompense actuelle
- Meilleur film espagnol
- Meilleur film étranger (Best Foreign Film / Mejor Película Extranjera)
- Meilleure actrice dans un film espagnol
- Meilleur acteur dans un film espagnol
- Meilleur acteur de cinéma (Best Movie Actor / Mejor Actor de Cine)
- Meilleure actrice de cinéma (Best Movie Actress / Mejor Actriz de Cine)
- Meilleure actrice de télévision
- Meilleur acteur de télévision
- Meilleure actrice de théâtre
- Meilleur acteur de théâtre

## Catégories de récompense disparue
- Meilleur interprète dans un film espagnol (1951-1982)
- Meilleur interprète dans un film étranger (1960-1982)
- Meilleur interprète de télévision (1966-1990)
- Meilleur interprète de théâtre (1973-1996)
- Meilleur interprète musical (1971-1982)

## Palmarès 2011

### Meilleur film étranger
- Un prophète •  France  Italie[1]